# Arne Sigurdsson
Arne Sigurdsson, död 1314, var biskop i Bergen från 1304 till sin död, då han efterträddes av sin bror Audfinn Sigurdsson. Bröderna kom från en inflytelserik prästsläkt, och en av deras fränder var biskop Tord av Garðar på Grönland.
Båda bröderna studerade juridik i Orléans, där Arne blev magister. Han nämns därefter som kanik 1292, då han ingick i en delegation som for till England för att underhandla om arvet efter prinsessan Margareta.
Arne Sigurdsson valdes av domkapitlet till biskop i december 1304 och invigdes i ämbetet den 5 december 1305. I september samma år började han föra en kopiebok vari biskopssätets korrespondens kopierades och sparades. Tack vare denna bok − som fortsattes regelmässigt under hans efterträdare fram till 1342 − har Bergens biskopsdöme det bäst bevarade källmaterialet av alla biskopsdömen i Norden från denna period.
Källorna visar oss Arne Sigurdsson som en god organisatör. Han byggde upp biskopsdömets organisation och effektiviserade förvaltningen med hjälp av en utvald stab av lojala medarbetare. Hans kyrkopolitiska inriktning bestämdes i hög grad av hans juridiska utbildning. Han upprätthöll en strikt hierarkisk ordning och tolererade inga intrång på biskopsmaktens rättsliga grundlag (jus episcopale). Detta ledde till konflikter med såväl ärkebiskopen som med “kapellgeistligheten” (prästerskapet vid de kungliga kapellen), som representerade kungamaktens strävan att utöva kontroll över kyrkan. Kapellgeistligheten var en vidareutveckling av det gamla “hirdprästerskapet” (präster som följde hirden) och samordnades 1308 av Håkon Magnusson till en egen institution ledd av prosten vid Apostelkirken i Bergen.
På lokalplanet utgjorde också ätterna ett hot mot kyrkans självständighet, då lokala stormän ofta sökte vinna inflytande över tillsättning av präster. Biskop Arne skärpte celibatstvånget, vilket syftade till att lösgöra prästerskapet från dess förpliktelser gentemot familj och släkt och därmed öka dess lojalitet mot kyrkan.
Arne Sigurdsson skapade under sina tio år vid makten ett centralstyrt biskopsdöme med en stark biskopsmakt och ett starkt domkapitel. Under denna tid utvecklades biskopsdömet till att bli ett kyrkopolitiskt centrum, nästan i nivå med Nidaros. Men biskopens strävan att förbättra kyrkans ekonomi genom utökat tionde ledde till hårt motstånd, både från lokala stormän och från tyska “vintersittare” (handelsmän som övervintrade i Bergen).
En katalog över böcker som tillhört biskop Arne påträffades 1873 i handskriften Summa Gaufredi (Goffredus de Trano) i Uppsala universitetsbibliotek och har beskrivits av historikern Gustav Storm. Förteckningen visar att Arne förutom teologiska och kyrkorättsliga arbeten, även ägde den gällande norska landslagen samt den äldre gulatingslagen. Bland norröna böcker (de flesta i översättning) kan nämnas Orvar Odds saga, Didrikssagan, Trójumanna saga (om trojanernas utvandring till England) och helgonsagan om Thomas à Becket.